# زاویه کنته
زاویه کنته (به عربی: زاویة کنتة) یک شهرداری در الجزایر است که در ناحیه زاویه کنته واقع شده‌است.